# Chāy Qūshan-e Kūchek
Chāy Qūshan-e Kūchek (persiska: چای قوشَن كوچَك, چای قوشَن كوچِك, چای قوشن كوچك) är en ort i Iran.   Den ligger i provinsen Golestan, i den norra delen av landet, 400 km nordost om huvudstaden Teheran. Chāy Qūshan-e Kūchek ligger 90 meter över havet och antalet invånare är 967.
Terrängen runt Chāy Qūshan-e Kūchek är platt. Runt Chāy Qūshan-e Kūchek är det ganska glesbefolkat, med 48 invånare per kvadratkilometer. Närmaste större samhälle är Kalāleh, 13,0 km öster om Chāy Qūshan-e Kūchek. Trakten runt Chāy Qūshan-e Kūchek består till största delen av jordbruksmark.